# Peter Mitchell (polityk)
Peter Mitchell (ur. 24 stycznia 1824, zm. 25 października 1899 w Montrealu) – kanadyjski polityk konserwatywny II poł. XIX w. związany z prowincją Nowy Brunszwik. Był uczestnikiem konferencji w Quebecu. Zaliczany jest do grona Ojców Konfederacji, której był zwolennikiem.
Mitchell urodził się w Newcastle w Nowym Brunszwiku, ukończył studia prawnicze i otworzył własną praktykę. Zaangażował się także w handel drewnem i przemysł budowy okrętów. W 1856 został wybrany po raz pierwszy do Zgromadzenia Legislacyjnego Nowego Brunszwiku, jako poseł niezależny. Przez pięć lat był ministrem rybołówstwa w rządzie Samuela Lenarda Tilleya. W 1865 wziął udział w konferencji w Quebecu, z której powrócił do Nowego Brunszwiku jako entuzjasta konfederacji. Tego samego roku, wobec silnych tendencji antykonfederacyjnych w kolonii stracił mandat deputowanego, by go odzyskać rok później wskutek interwencji gubernatora.
W 1867 wziął udział delegacji na konferencję londyńska W 1867 po szczęśliwym wprowadzeniu Nowego Brunszwiku do konfederacji Mitchell został mianowany senatorem. Ta honorowa funkcja nie odpowiada jednak jego dynamicznemu charakterowi. Przed upływem swej kadencji zrezygnował z zaszczytnego stanowiska, by ubiegać się w powszechnych wyborach o mandat deportowanego do Izby Gmin Parlamentu Kanady. W tym samym czasie został też wydawcą, a potem właścicielem pisma Montreal Herald. Przez ostatnie trzy lata życia sprawował funkcję inspektora gospodarki morskiej w Atlantyckiej Kanadzie